# Llyn Bochlwyd
Llyn Bochlwyd (wymowa: ɬɨ̞n boːχluːɨ̯d, ɬɪn boːχlʊi̯d) – jezioro w Walii, położone w Snowdonii, w granicach Parku Narodowego Snowdonia, w hrabstwie Conwy.
Nazwa jeziora w języku walijskim oznacza "Jezioro Szarego Policzka". Zgodnie z miejscową legendą, pochodzi od starego, siwego jelenia, który uciekł przed ścigającymi go myśliwymi płynąc przez jezioro i trzymając swoje szare policzki nad powierzchnią wody.